# Далекосхідний економічний район

Далекосхідний економічний район на карті Росії

Далекосхідний економічний район рос. Дальневосточный экономический район — один з 11 економічних районів Російської Федерації, складається з 9 суб'єктів федерації:
1. Республіка Саха (Якутія)
2. Єврейська автономна область
3. Камчатський край
4. Чукотський автономний округ
5. Приморський край
6. Хабаровський край
7. Амурська область
8. Магаданська область
9. Сахалінська область

Територія Далекосхідного економічного району повністю відповідає території Далекосхідного федерального округу.
Населення 5 млн 510,1 тис. чол.( дані 2009 року), що становить 3,9% населення Росії.
Площа Далекого Сходу Росії 3 млн 378,5 тис. км², 20% площі всієї країни
Основні галузі спеціалізації, позначені для економічного району за радянських часів: гірничодобувна промисловість (вугілля, золото, алмази, руди кольорових і рідкісних металів), лісова, машинобудівна, рибна промисловість.
Згідно з думкою радянських економістів, сільське господарство повинно було бути орієнтовано на забезпечення внутрішньорайонних потреб (виробництво м'ясо-молочних продуктів, овочів, картоплі). Економічному району визначалися оленярство, звіринництво, бджільництво.